# Redukovaná hmotnost
Redukovaná hmotnost je efektivní hmotnost objevující se v problému dvou těles v Newtonově mechanice.
Zavedení redukované hmotnosti umožňuje řešit problém dvou těles jako pohyb jednoho tělesa.

## Značení
- Symbol veličiny: μ
- Základní jednotka SI: kilogram, značka jednotky {\displaystyle kg} (používají se stejné jednotky jako pro hmotnost)

## Výpočet
Redukovaná hmotnost soustavy dvou těles o hmotnostech {\displaystyle m_{1}} a {\displaystyle m_{2}} je určena jako
{\displaystyle \mu ={\frac {m_{1}m_{2}}{m_{1}+m_{2}}}}
Často se také používá ekvivalentního vztahu
{\displaystyle {\frac {1}{\mu }}={\frac {1}{m_{1}}}+{\frac {1}{m_{2}}}}